# Andrés Castañeda
Andres Mauricio Castañeda Ortega (ur. 2 lipca 1994) – kolumbijski zapaśnik walczący w stylu wolnym. Zajął siódme miejsce na mistrzostwach panamerykańskich w 2017. Srebrny medalista mistrzostw Ameryki Południowej w 2017. Drugi na mistrzostwach panamerykańskich juniorów w 2012 roku.